# HD 81502
HD 81502，又名CP-59 1374，SAO 250561、HR 3740，是一颗位於船底座的恒星，视星等为6.3，位于銀經279.76，銀緯-7.16，其B1900.0坐标为赤經9h 20m 47.7s，赤緯-59° -7.16′ 21″。